# エッセンシャルワーカー
エッセンシャル・ワーカー（英語: Essential worker）またはキーワーカー（英語: Key worker）、クリティカルワーカー (critical worker)、生活必須職従事者とは、最低限の社会インフラ維持に必要不可欠な労働者を指している。

## 定義
世界的な2019新型コロナウイルス (SARS-CoV-2) の蔓延によって、英国においては学校が休校に追い込まれたことにより、社会インフラ維持に必要不可欠な職業の労働者と不要不急な職業の労働者を二分化し、具体的なリストを英国政府が示した。
健康・医療・介護
具体的には医師、看護師、助産師、救急救命士、薬剤師、栄養士、ソーシャルワーカー、介護士等のケアワーカーなどが含まれる他、これらに限定されず医薬品や医療器具のサプライチェーンに従事する人なども含まれる。
教育と保育
具体的には教員、保育士、そのほか学校スタッフや保育園スタッフなどが含まれる。
主要な公共サービス
具体的には司法機関のスタッフ、放送局 のスタッフ、ボランティアなどが含まれる。
政府機関・地方自治体
行政機関の運営に当たる公務員や独立行政法人の職員など、行政サービスの維持に必要な人員が含まれる。2019新型コロナウイルス (SARS-CoV-2) のパンデミックにおいては、公衆衛生の対応に必要な行政の人員も含まれる。
食品およびその他の日用品・衛生用品の取扱関係者
具体的には食品・日用品・衛生用品の生産、加工、流通、販売、配送に必要なメーカー、物流、小売業の人員が含まれる。
公安および国家安全保障
警察官、警察行政職員や国境警備隊や海上保安庁、消防、国防に関わる行政職員および軍人や自衛官が含まれる。
交通機関
公共交通機関や貨物運送業である鉄道事業者、航空会社、バス事業者、水運業、トラック運送業者や道路関連事業者の各職員が含まれる。
公益事業インフラ、通信インフラ、金融業
電力会社、ガス事業者、上下水道局などのインフラ事業、電話やインターネットなどの電気通信事業および郵便事業を含めた通信業、銀行などの金融機関に従事する職員が含まれる。
これ以前からエッセンシャルワーカーの語は存在し、アメリカ政府でリスト化もされていた。また、日本でもエッセンシャルワーカーとして上記の各職種を報道する機会が増えている。